# The Autopsy of Jane Doe
The Autopsy of Jane Doe är en brittisk-amerikansk övernaturlig skräckfilm från 2016 som premiärvisades för första gången på Toronto International Film Festival den 9 september samma år. Filmen är regisserad av André Øvredal, och är för övrigt den första engelskspråkiga filmen någonsin, som han har regisserat. Filmens huvudroller spelas av Brian Cox och Emile Hirsch.
The Autopsy of Jane Doe hade biopremiär i USA den 21 december 2016. Den drog in en totalsumma på 6 miljoner dollar, efter att den hade haft sin premiär. Den utgavs senare på DVD i Sverige av SF Home Entertainment den 27 mars 2017.

## Handling
Filmen handlar om hur en far och son, Tommy och Austin Tilden, en dag tar sig an uppdraget att obducera en oidentifierad kvinnokropp, som man har valt att kalla för Jane Doe. Ju längre fadern och sonen kommer in i arbetet, desto mer börjar de upptäcka alltfler konstiga symptom inuti denna okända kvinnokropp. Och mitt upp i allt obduktionsarbete, börjar även alltfler konstiga saker att hända. Detta ska komma till att bli en lång och fruktansvärd natt för både Tommy och Austin, då de båda inser efter ett tag att de döda helst av allt vill vara ifred...

## Rollista (i urval)
| Emile Hirsch       | – Austin Tilden         |
| Brian Cox          | – Tommy Tilden          |
| Ophelia Lovibond   | – Emma Roberts          |
| Michael McElhatton | – Sheriff Sheldon Burke |
| Olwen Kelly        | – Jane Doe              |
| Jane Perry         | – Löjtnant Wade         |
| Parker Sawyers     | – Trooper Cole          |